# Альберт Копп
Альберт Копп (фр. Albert Coppé; 26 листопада 1911, Брюгге — 30 березня 1999, Тервюрен) — бельгійський і європейський політик і економіст.
Народився в Брюгге 26 листопада 1911 року. Був одним із засновників партії CVP і працював у Європейській комісії в як комісар з соціальних питань, транспорту та бюджету під керівництвом комісій Мальфатті та Мансголта. У 1967 році він також очолював тимчасовий Вищий орган Європейського об'єднання вугілля та сталі.
Копп помер у Тервюрені 30 березня 1999 року.